# Rashid Ramzi
Rashid Ramzi (ur. 17 lipca 1980) – lekkoatleta, średniodystansowiec, pochodzący z Maroka, od 2002 startujący w barwach Bahrajnu. Olimpijczyk z Aten i Pekinu.
W 2005 r. Ramzi zdobył dwa złote medale podczas Mistrzostw Świata w Helsinkach na dystansach 800 m i 1500 m. Był pierwszym zawodnikiem, który dokonał takiego wyczynu w historii mistrzostw świata. W swojej kolekcji ma również srebrny medal Mistrzostw Świata w Osace w 2007 roku na dystansie 1500 m.
Wcześniej w 2004 Ramzi zdobył również halowe mistrzostwo Azji (800 i 1500 metrów) i wicemistrzostwo świata w hali (800 m).
W 2008 r. zdobył złoty medal igrzysk olimpijskich w Pekinie w biegu na 1500 metrów, który jednak został mu odebrany w 2009 r. z powodu wykrycia niedozwolonych środków dopingujących. Na Ramziego nałożono karę dwuletniej dyskwalifikacji, począwszy od 3 maja 2009 roku.
W konkurencji biegu na 1500 m zdobył trzy medale igrzysk azjatyckich (2002, 2006, 2014).

## Sukcesy
| Rok  | Zawody             | Miasto   | Miejsce | Konkurencja | Czas    |
| ---- | ------------------ | -------- | ------- | ----------- | ------- |
| 2005 | Mistrzostwa świata | Helsinki | 1       | 800 m       | 1:44.24 |
| 2005 | Mistrzostwa świata | Helsinki | 1       | 1500 m      | 3:37.88 |
| 2007 | Mistrzostwa świata | Osaka    | 2       | 1500 m      | 3:35.00 |

## Rekordy życiowe
- bieg na 800 metrów – 1:44,05 (2006)
- bieg na 1500 metrów – 3:29,14 (2006) Rekord Azji
- bieg na milę – 3:51,33 (2005) Rekord Bahrajnu